# Dům květin
Dům květin (v srbské cyrilici Кућа цвећа, chorvatsky Kuća cvijeća, slovinsky Hiša cvetja, makedonsky Куќа на цвеќето) je de facto mauzoleum Josipa Broza Tita, dnes součást muzea dějin Jugoslávie v Bělehradě na Dedinji. 

## Historie

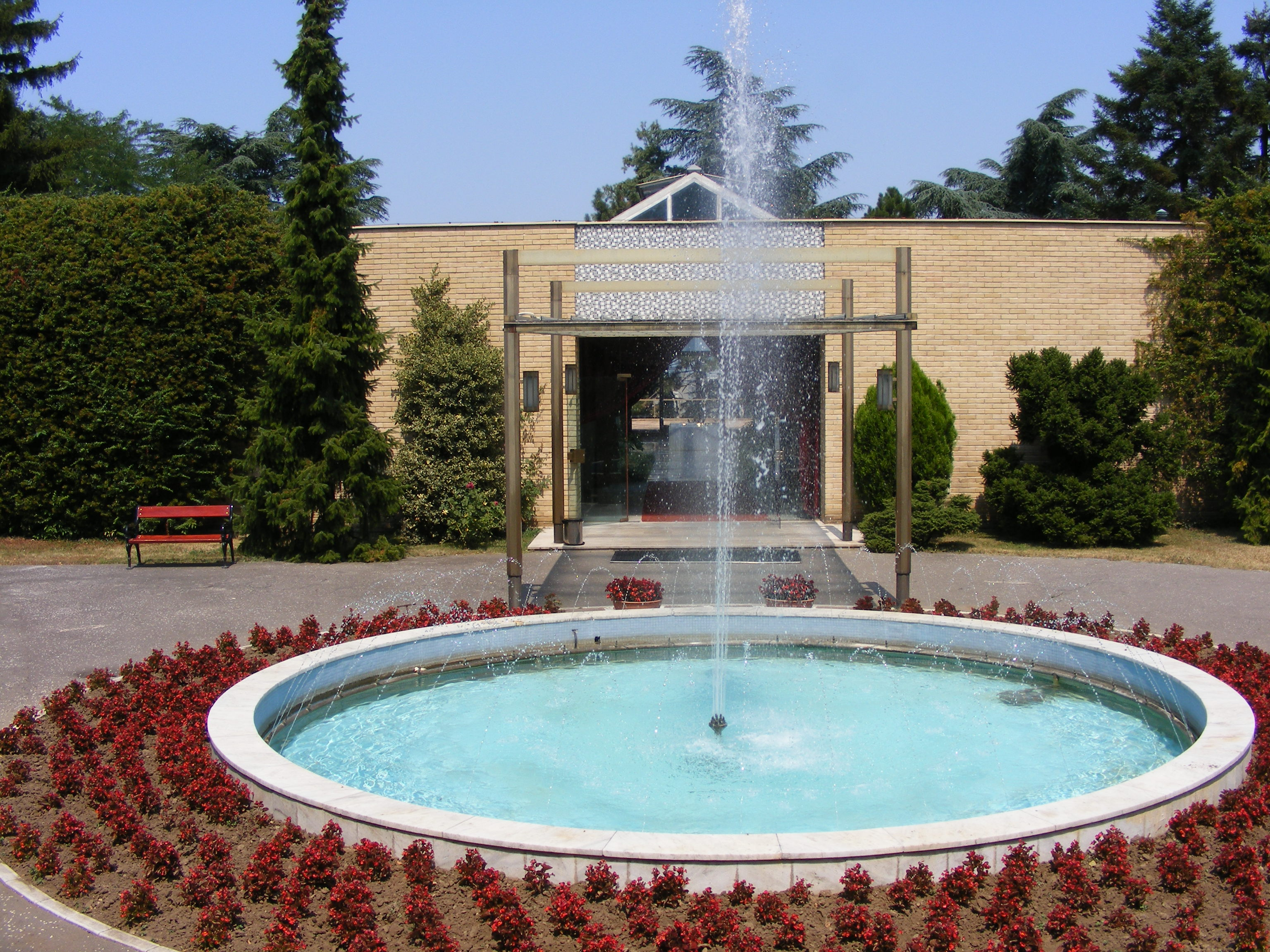
Hlavní vchod

Původně zde byla vybudována pro jugoslávského prezidenta pracovna, později bylo rozhodnuto, že zde bude Tito i pochován. Místo se stalo místem návštěv ať už delegací komunistických stran, tak i různých jiných socialistických organizací, ale i prostých občanů. Za více než třicet let existence Domu květin jej navštívilo přes patnáct milionů lidí. V 80. letech se jednalo o velmi významné místo; pokládání věnců na Titův hrob plnilo přední stránky novin a bylo považováno za akt úcty k zesnulému prezidentovi. Lidé je navštěvovali ve velkém množství na hlavně 25. května, což byl den Mládeže, který byl stanoven na Titovy narozeniny. 
V roce 1990 v souvislosti s rozpadem systému vlády jedné politické strany vznikla v Srbsku rozsáhlá opoziční platforma, která volala po uzavření místa a přenesení hrobu na území Chorvatska, do Kumrovce. 4. května 1991 Srbská radikální strana v čele s Vojislavem Šešeljem uspořádala shromáždění svých sympatizantů před budovou dnešního muzea na podporu přenesení ostatků. Od té doby se v místě konají občasné drobné incidenty. Pravidelně Dům Květin dnes navštěvují tedy buď turisté, nebo pamětníci starého režimu. 
V současné době je Dům květin součástí Muzea dějin Jugoslávie, které vzniklo transformací muzea Revoluce. Původně hrob Josipa Broze Tita hlídala i čestná stráž.